# 1927 a filmművészetben

## Események
- január 11. – Létrejön az Filmművészeti és Filmtudományi Akadémia 36 alapító taggal. Az elnök Douglas Fairbanks.
- január 18. – A berlini cenzúra betiltja az 1926. évi hadsereg napjáról szóló filmet.
- március 9. – A moszkvai Fizikai és Krisztallográfiai Intézetben bemutatnak egy fénytelefonikus eszközt, mely a szovjet hangosfilm technológia alapja lesz.
- március 11. – Párizsban megnyílik a Fotó és Filmművészeti Múzeum.
- március 11. – Megrendezik az Filmművészeti és Filmtudományi Akadémia bankettjét. Az Akadémia célja, hogy emelje az amerikai film kulturális, oktató és technológiai színvonalát. A kezdeményező az MGM alapítója. Az első Akadémiai Díj (Oscar-díj) átadása.
- április 19. – D. W. Griffith az Universal Pictures-el köt szerződést.
- július 19. – Párizsban Léon Gaumont csaknem teljesen aluminiumból készült kamerát mutat be, ami sokkal könnyebb elődjeinél.
- szeptember – Lefilmezik a Jupitert a kaliforniai Lick Obszervatóriumban.
- október 6. – A dzsesszénekes bemutatója, főszereplő Al Jolson és May McAvoy. Valójában nem ez az első "beszélő" film, de ez az első hangos film.
- FOX Film Stúdió megszerzi a jogokat a Tri Ergon hangosfilm technológiára, amit 1919-ben három német feltaláló, Josef Engl, Hans Vogt, és Joseph Massole szabadalmaztatott.
- Olasz Alberto Rabagliati elkezdi Hollywoodban színészi karrierjét.
- Benito Mussolini olasz fasiszta kormánya befolyást gyakorol a nemzeti filmgyártásra, ellenőrzi a műtermek többségét.
- Az USA-ban évi 8 millió mozijegyet adnak el.
- Az angol parlament mennyiségi szabályozással védi a hazai filmet az amerikai konkurenciától.
- Az Ufa pénzügyi válságba kerül és kénytelen megnyitni vetítőtermeit a Paramount, az Universal és az MGM filmjei előtt.
- Megalkotják Hollywood első önkorlátozó szabálygyűjteményét

## Sikerfilmek
1. A dzsesszénekes

## Magyar filmek
- Vanicsek János – A hetedik fátyol, Átok vára
- György István – Juszt is megnősülök
- Gaál Béla – Link és Fink
- Metzner Ernő – Naftalin

## Filmbemutatók
- A generális (The General) – főszereplő Buster Keaton
- It – főszereplő Clara Bow és Antonio Moreno
- A dzsesszénekes – főszereplő Al Jolson & May McAvoy
- Metropolis – rendező Fritz Lang
- Napoléon – rendező Abel Gance
- The Pleasure Garden – rendező Alfred Hitchcock, főszereplő Nita Naldi és Virginia Valli
- Seventh Heaven – főszereplő Janet Gaynor és Charles Farrell
- Sunrise – főszereplő George O’Brien és Janet Gaynor, rendező Friedrich Wilhelm Murnau
- The Way of All Flesh – főszereplő Emil Jannings
- Szárnyak – főszereplő Clara Bow, Charles 'Buddy' Rogers, Richard Arlen és Jobyna Ralston

## Rövidfilm-bemutatók
- Buster Keaton (1917–1941)
- Our Gang (1922–1944)
- Laurel and Hardy (1926–1940)

## Rajzfilm-sorozatok
- Felix the Cat (1919–1930)
- Aesop's Film Fables (1921–1933)
- Ko-Ko Song Car-Tunes (1924–1927)
- Alice Comedies (1924–1927)
- Krazy Kat (1925–1940)
- Un-Natural History (1925–1927)
- Pete the Pup (1926–1927)
- Koko the Clown (1927–1929)
- Oswald the Lucky Rabbit (1927–1938)
- Newslaffs (1927–1928)

## Születések
- január 17. – Eartha Kitt, színésznő, énekes
- február 7. – Juliette Gréco énekes, színésznő
- február 20. – Sidney Poitier, színész
- március 1. – Harry Belafonte énekes, színész
- március 20. – Cairbre (más néven: Leo), Metro-Goldwyn-Mayer oroszlánja, a Dublini állatkertben született
- május 1. – Laura Betti, színésznő († 2004)
- május 13. – Herbert Ross, rendező († 2001)
- június 23. – Bob Fosse, rendező († 1987)
- június 17. – Lucio Fulci, filmrendező, forgatókönyvíró, producer († 1996)
- június 27. – Csőke József, filmrendező († 2012)
- július 3. – Ken Russell, rendező († 2011)
- július 4. – Gina Lollobrigida, színésznő
- július 6. – Janet Leigh, színésznő († 2004)
- július 27. – Richard Johnson, színész, forgatókönyvíró, filmproducer († 2015)
- augusztus 19. – Szász Péter, forgatókönyvíró († 1983)
- szeptember 4. – Bernardino Zapponi, olasz forgatókönyvíró († 2000)
- szeptember 16. – Peter Falk, színész († 2011)
- október 14. – Roger Moore, színész
- október 16. – Révész György, filmrendező († 2003)
- október 18. – George C. Scott, színész († 1999)
- október 21. – Körmendi János, színész († 2008)
- október 31. – Lee Grant, színésznő